# Marvin Matip
Marvin Job Matip (ur. 25 września 1985 w Bochum) – niemiecki piłkarz pochodzenia kameruńskiego występujący na pozycji obrońcy lub pomocnika. Zawodnik klubu FC Ingolstadt 04. Brat Joëla Matipa, również piłkarza.

## Kariera klubowa
Matip urodził się w Bochum jako syn Kameruńczyka i Niemki. Treningi rozpoczął w wieku 7 lat w klubie SC Weitmar 45. Mając 9 lat przeszedł do juniorów zespołu VfL Bochum. W 2004 roku został włączony do jego pierwszej drużyny grającej w Bundeslidze. Zadebiutował w niej 23 października 2004 roku w przegranym 0:3 pojedynku z VfL Wolfsburg. Było to jednak jedyne spotkanie rozegrane przez niego w barwach Bochum. W 2005 roku, po spadku Bochum do 2. Bundesligi, Matip odszedł z klubu.
Latem 2005 roku Matip został zawodnikiem pierwszoligowego 1. FC Köln. Pierwszy ligowy mecz zaliczył tam 6 sierpnia 2005 roku przeciwko 1. FSV Mainz 05 (1:0). 29 października 2005 roku w przegranym 1:2 spotkaniu z Bayernem Monachium strzelił pierwszego gola w Bundeslidze. W 2006 roku spadł z nim do 2. Bundesligi, ale w 2008 roku powrócił z zespołem do Bundesligi. W styczniu 2010 roku został wypożyczony do drugoligowego Karlsruher SC. Spędził tam pół roku.
Latem 2010 roku podpisał kontrakt z drugoligowym FC Ingolstadt 04. Zadebiutował tam 10 września 2010 roku w przegranym 1:2 pojedynku z Rot-Weiß Oberhausen.

## Kariera reprezentacyjna
Jest byłym reprezentantem Niemiec U-20 oraz Niemiec U-21. Był uczestnikiem Mistrzostw Świata U-20 2005 i Mistrzostw Europy U-21 2006. W 2007 roku Matip ogłosił chęć gry w reprezentacji Kamerunu. Niedługo potem dostał do niej powołanie. Nie zdołał jednak zadebiutować w barwach tamtego kraju, gdyż jego akta nie dotarły na czas do siedziby FIFA.